# Горња Воћа
Горња Воћа је насељено место у саставу општине Доња Воћа у Вараждинској жупанији, Хрватска. До територијалне реорганизације у Хрватској налазила се у саставу старе општине Иванец.

## Становништво
На попису становништва 2011. године, Горња Воћа је имала 571 становника.

## Попис1991.
На попису становништва 1991. године, насељено место Горња Воћа је имало 753 становника, следећег националног састава:
| Попис 1991.‍  | Попис 1991.‍  | Попис 1991.‍ | Попис 1991.‍ | Попис 1991.‍ |
| ------------ | ------------ | ----------- | ----------- | ----------- |
|              |              |             |             |             |
| Хрвати       | Хрвати       |             | 737         | 97,87%      |
| Словенци     | Словенци     |             | 5           | 0,66%       |
| Југословени  | Југословени  |             | 1           | 0,13%       |
| неопредељени | неопредељени |             | 1           | 0,13%       |
| непознато    | непознато    |             | 9           | 1,19%       |
| укупно: 753  |              |             |             |             |